# ایزوپروپیل‌آمین
ایزوپروپیل‌آمین (به انگلیسی: Isopropylamine) با فرمول شیمیایی C۳H۹N یک ترکیب شیمیایی با شناسه پاب‌کم ۶۳۶۳ است. که جرم مولی آن ۵۹٫۱۱۰ g/mol می‌باشد. شکل ظاهری این ترکیب، مایع بی‌رنگ است.